# Новоіванівка (Баштанський район)
Новоіва́нівка — село в Україні, у Баштанській міській громаді Баштанського району Миколаївської області. Населення становить 622 особи.

## Історія
Під час організованого радянською владою Голодомору 1932—1933 років померло щонайменше 69 жителів села.

## Населення
Згідно з переписом УРСР 1989 року чисельність наявного населення села становила 644 особи, з яких 281 чоловік та 363 жінки.
За переписом населення України 2001 року в селі мешкала 621 особа.

### Мова
Розподіл населення за рідною мовою за даними перепису 2001 року:
| Мова       | Відсоток |
| ---------- | -------- |
| українська | 92,60 %  |
| російська  | 5,31 %   |
| молдовська | 1,77 %   |
| білоруська | 0,16 %   |
| вірменська | 0,16 %   |